# Powiat Svitavy
Powiat Svitavy (czes. Okres Svitavy) – powiat w Czechach, w kraju pardubickim.
Jego siedziba znajduje się w mieście Svitavy. Powierzchnia powiatu wynosi 1334,72 km², zamieszkuje go 102 106 osób (gęstość zaludnienia wynosi 76,54 mieszkańców na 1 km²). Powiat ten liczy 113 miejscowości, w tym 7 miast.
Od 1 stycznia 2003 powiaty nie są już jednostką podziału administracyjnego Czech. Podział na powiaty zachowały jednak sądy, policja i niektóre inne urzędy państwowe. Został on również zachowany dla celów statystycznych.

## Struktura powierzchni
Według danych z 31 grudnia 2003 powiat ma obszar 1334,72 km², w tym:
- użytki rolne – 60,89%, w tym 75,52% gruntów ornych
- inne – 39,11%, w tym 79,44% lasów
- liczba gospodarstw rolnych: 715

## Miasta
- Březová nad Svitavou
- Bystré
- Jevíčko
- Litomyšl
- Moravská Třebová
- Polička
- Svitavy

## Demografia
Dane z 31 grudnia 2003:
| Opis        | Ogółem  | Kobiety      | Mężczyźni    |
| ----------- | ------- | ------------ | ------------ |
| populacja   | 102 106 | 51793 50,72% | 50313 49,28% |
| średni wiek | 38,5    | 40,14        | 37,04        |

- gęstość zaludnienia: 76,54 mieszk./km²
- 53,08% ludności powiatu mieszka w miastach.

## Zatrudnienie
| Mieszkańcy ze stałym zatrudnieniem | 25 755       |
| Średnia pensja miesięczna          | 13 800 koron |
| Bezrobotni                         | 6818         |
| Stopa bezrobocia                   | 13,39%       |

## Szkolnictwo
W powiecie Svitavy działają:
| Rodzaj szkoły                   | Liczba szkół |
| ------------------------------- | ------------ |
| Przedszkola                     | 80           |
| Szkoły podstawowe               | 60           |
| Gimnazja                        | 5            |
| Szkoły średnie techniczne       | 8            |
| Szkoły średnie ogólnokształcące | 5            |
| Szkoły wyższe                   | 3            |

## Służba zdrowia
| Lekarze                               | 355 |
| Szpitale                              | 4   |
| Specjalistyczne ośrodki terapeutyczne | 1   |
| Gabinety dentystyczne                 | 50  |
| Apteki                                | 15  |